# Patryk Goszczurny
Patryk Goszczurny (født 14. marts 2006 i Kalisz) er en cykelrytter fra Polen, der er på kontrakt hos Team Visma | Lease a Bike Development.